# UFC on ESPN: Cannonier vs. Imavov
 UFC on ESPN: Cannonier vs. Imavov  (conosciuto anche come UFC on ESPN 57) è stato un evento di arti marziali miste tenuto dalla Ultimate Fighting Championship l'8 giugno 2024 al KFC Yum! Center di Louisville, negli Stati Uniti.

## Risultati
|                  | Divisione               |                    |                 |                    | Metodo                                      | Round           | Tempo           | Premio          |
| Card Principale  | Card Principale         | Card Principale    | Card Principale | Card Principale    | Card Principale                             | Card Principale | Card Principale | Card Principale |
| ---------------- | ----------------------- | ------------------ | --------------- | ------------------ | ------------------------------------------- | --------------- | --------------- | --------------- |
|                  | Pesi medi               | Nassourdine Imavov | batte           | Jared Cannonier    | KO tecnico (pugni)                          | 4               | 1:34            |                 |
|                  | Pesi mediomassimi       | Dominick Reyes     | batte           | Dustin Jacoby      | KO (pugni)                                  | 1               | 2:00            |                 |
|                  | Pesi gallo              | Raul Rosas Jr.     | batte           | Ricky Turcios      | Sottomissione (rear-naked choke)            | 2               | 2:22            | POTN            |
|                  | Pesi medi               | Brunno Ferreira    | batte           | Dustin Stoltzfus   | KO (gomitata girata)                        | 1               | 4:51            | POTN            |
|                  | Pesi medi               | Zachary Reese      | batte           | Julian Marquez     | KO tecnico (calcio al corpo e pugni)        | 1               | 0:20            | POTN            |
|                  | Pesi welter             | Punahele Soriano   | batte           | Miguel Baeza       | Decisione unanime (30–25, 30–25, 30–27)     | 3               | 5:00            |                 |
| Card Preliminare |                         |                    |                 |                    |                                             |                 |                 |                 |
|                  | Pesi leggeri            | Ľudovít Klein      | batte           | Thiago Moisés      | Decisione unanime (30–27, 30–27, 30–27)     | 3               | 5:00            |                 |
|                  | Pesi welter             | Carlos Prates      | batte           | Charles Radtke     | KO (ginocchiata al corpo)                   | 1               | 4:47            | POTN            |
|                  | Pesi gallo              | Brad Katona        | batte           | Jesse Butler       | Decisione unanime (30–26, 30–27, 30–27)     | 3               | 5:00            |                 |
|                  | Pesi mosca femminili    | Montana De La Rosa | batte           | Andrea Lee         | Decisione non unanime (28–29, 29–28, 29–28) | 3               | 5:00            |                 |
|                  | Pesi gallo              | Daniel Marcos      | batte           | John Castañeda     | Decisione unanime (30–27, 30–27, 30–27)     | 3               | 5:00            |                 |
|                  | Catchweight (116.5 lbs) | Denise Gomes       | batte           | Eduarda Moura      | Decisione non unanime (28–29, 30–27, 30–27) | 3               | 5:00            |                 |
|                  | Pesi gallo              | Taylor Lapilus     | batte           | Cody Stamann       | Decisione unanime (30–27, 30–27, 30–27)     | 3               | 5:00            |                 |
|                  | Pesi paglia femminili   | Puja Tomar         | batte           | Rayanne dos Santos | Decisione non unanime (30–27, 27–30, 29–28) | 3               | 5:00            |                 |

## Premi
I lottatori premiati ricevettero un bonus di 50.000 dollari.
Legenda:
- FOTN: Fight of the Night (vengono premiati entrambi gli atleti per il miglior incontro dell'evento)
- POTN: Performance of the Night (viene premiato il vincitore per la migliore performance dell'evento)